# Glypta albilineata
Glypta albilineata là một loài tò vò trong họ Ichneumonidae.